# Жайсан (Жамбильський район)
Жайса́н (каз. Жайсаң) — село у складі Жамбильського району Алматинської області Казахстану. Входить до складу Аксенгірського сільського округу.
Населення — 1978 осіб (2021; 1390 у 2009, 861 у 1999, 872 у 1989).